# فيتو فان كروي
فيتو فان كروي (مواليد 29 يناير 1996) هو لاعب كرة قدم هولندي لعب سابقاً مع نادي الوحدة السعودي.

## وصلات خارجية
- فيتو فان كروي على موقع قاعدة بيانات كرة القدم.إي يو (الإنجليزية)
- فيتو فان كروي على موقع Soccerway.com (الإنجليزية)
- فيتو فان كروي على موقع عالم كرة القدم.نت (الإنجليزية)